# Marielle Amant
Marielle Amant  (nacida el 9 de diciembre de 1989 en Le Lamentin, Martinica, Francia) es una jugadora de baloncesto francesa. Con 1.90 metros de estatura, juega en la posición de pívot.